# バージン・ショック
『バージン・ショック』は、早稲田ちえによる日本の漫画作品、およびそれを表題作とした漫画短編集。

## 概要
『なかよし』（講談社）1995年11月号に掲載された読み切り作品。単行本は同社の講談社コミックスなかよしより全1巻が刊行された。
主人公・草薙夏緒の、数学教師・塚原裕貴への思いを描いた恋愛漫画。

## あらすじ
草薙 夏緒（くさなぎ なつお）は、数学教師・塚原 裕貴（つかはら ゆたか）に恋をした。
意を決して告白するも、あっさりと振られてしまう。諦めきれない夏緒は何度も思いを伝えるが、そのたびに塚原は容赦なく拒むのだった。

## 登場人物
草薙夏緒（くさなぎ なつお）
本作の主人公。16歳。
高校1年生にして女子バレー部のレギュラー。怪力。数学は大嫌いで、再追試を受けるほど苦手。塚原のことが好き。
塚原裕貴（つかはら ゆたか）
数学教師。23歳。
生徒から「塚ちゃん」と呼ばれる人気者。愛想が良く、誰にでも平等に接するが、夏緒に対しては容赦なく厳しい。
高木（たかぎ）
養護教諭。
塚原とは昔馴染みの女性。

## 書誌情報
- 早稲田ちえ 『バージン・ショック』 講談社〈講談社コミックスなかよし〉、1996年6月6日第1刷発行、ISBN 4-06-178834-5
  - 表題作のほか、読み切り作品「家庭教師」「革命前夜」「ハードにやさしく」が収録されている。